# Lygodactylus wetzeli
Lygodactylus wetzeli este o specie de șopârle din genul Lygodactylus, familia Gekkonidae, descrisă de Smith, Martin și Swain 1977. Conform Catalogue of Life specia Lygodactylus wetzeli nu are subspecii cunoscute.